# MELODIES (織田哲郎のアルバム)
『MELODIES』（メロディーズ）は、織田哲郎の2作目のセルフカバー・アルバム。

## 内容
『Songs』以来約12年9ヶ月ぶりのセルフカバー・アルバム。
彼のこだわりを持ったジャンル（フラメンコなど）を中心に制作しており、ロック系は一切制作していない。
聴いた者の間では「原曲のままにしてほしかった」「新鮮味がある」など意見が分かれている。
渚のオールスターズとして、セルフカバーした「シーズン・イン・ザ・サン」、「このまま君だけを奪い去りたい」「世界中の誰よりきっと」のリテイク・バージョンを収録。WANDSへの提供作品を全てセルフカバーをしたことになる。「Special Thanks」には、長戸大幸と表記している。

## 収録曲
特記以外　作曲・編曲：織田哲郎
1. 負けないで - 原曲：ZARD
作詞：坂井泉水
2. シーズン・イン・ザ・サン - 原曲：TUBE
作詞：亜蘭知子 編曲：Saigenji
3. ボクの背中には羽根がある - 原曲：KinKi Kids
作詞：松本隆 編曲：TOYO草薙
4. 愛のために。 - 原曲：上戸彩
5. 碧いうさぎ - 原曲：酒井法子
作詞：牧穂エミ 編曲：長田直也
6. 突然 - 原曲:FIELD OF VIEW
作詞：坂井泉水
7. 世界中の誰よりきっと - 原曲：中山美穂 & WANDS
作詞：上杉昇・中山美穂 編曲：ゴンチチ
8. この愛に泳ぎ疲れても - 原曲：ZARD
作詞：坂井泉水 編曲：小松亮太
9. Anniversary - 原曲:KinKi Kids
作詞：Satomi 作曲・編曲：織田哲郎
10. 世界が終るまでは… - 原曲：WANDS
作詞：上杉昇
11. 恋心 - 原曲：相川七瀬
編曲：織田哲郎・タブラトゥーラ
12. このまま君だけを奪い去りたい - 原曲：DEEN
作詞：上杉昇 編曲：沢田完

## 参加ミュージシャン
- 織田哲郎 - ギター、ピアノ、コーラス
  - 吉永雅人、勝俣泰 - ホルン
  - Saigenji - ギター
  - TOYO草薙 - チャランゴ
  - 岡田浩安 - サンポーニャ
  - 小沼ようすけ - ギター
  - 鳥越啓介 - ベース
  - 楠均 -  ドラム
  - 沖仁 - フラメンコギター
  - 佐藤芳明 - アコーディオン
  - 後藤勇一郎 - バイオリン
  - 四家卯大 - チェロ
  - 井上信平 - フルート
  - 三沢またろう - パーカッション
  - ゴンチチ - ギター
  - 小松亮太 - バンドネオン
  - 諌山実生 - コーラス
  - 田中倫明 - パーカッション
  - 古村敏比古 - アルトサックス
  - 田辺トシノ - ベース